# Bioseguridad hospitalaria
La bioseguridad es la aplicación de conocimientos, técnicas y equipamientos para prevenir a personas, laboratorios, áreas hospitalarias y medio ambiente de la exposición a agentes potencialmente infecciosos o considerados de los riesgos biológicos.
La bioseguridad hospitalaria, a través de medidas científicas organizativas, define las condiciones de contención bajo las cuales los agentes infecciosos deben ser manipulados con el objetivo de confinar el riesgo biológico y reducir la exposición potencial de:
- personal de laboratorio y/o áreas hospitalarias críticas.
- personal de áreas no críticas
- pacientes y público general, y material de desecho
- medio ambiente

de potenciales agentes infecciosos.

## Principios de la bioseguridad
1. Universalidad: Las medidas deben involucrar a todos los pacientes, trabajadores y profesionales de todos los servicios, independientemente de conocer o no su serología. Todo el personal debe seguir las precauciones estándares rutinariamente para prevenir la exposición de la piel y de las membranas mucosas, en todas las situaciones que puedan dar origen a accidentes, estando o no previsto el contacto con sangre o cualquier otro fluido corporal del paciente. Estas precauciones, deben ser aplicadas para todas las personas, independientemente de presentar o no enfermedades.
  - Precauciones estándares: Tienen por objeto reducir el riesgo de transmisión de agentes patógenos transmitidos por la sangre y otros tipos de agentes patógenos de fuentes tanto reconocidas como no reconocidas. Los elementos clave son: 1. Higiene de las manos, 2. Guantes (uso de), 3. Protección facial (ojos, nariz y boca), 4. Bata (uso de), 5. Prevención de pinchazo de aguja y lesiones con otros instrumentos afilados, 6. Higiene respiratoria y etiqueta de la tos(cubrirse nariz y boca al toser/estornudar), 7. Limpieza ambiental (desinfección del entorno), 8. Manipulación, transporte y proceso de ropa, 9. Eliminación de desechos, 10. Equipo para atención de pacientes(manipulación apropiada).[1]
2. Uso de barreras: Comprende el concepto de evitar la exposición directa a sangre y otros fluidos orgánicos potencialmente contaminantes, mediante la utilización de materiales adecuados que se interpongan al contacto de los mismos. La utilización de barreras (ej. guantes) no evitan los accidentes de exposición a estos fluidos, pero disminuyen las probabilidades de una infección.
3. Medios de eliminación de material contaminado: Comprende el conjunto de dispositivos y procedimientos adecuados a través de los cuales los materiales utilizados en la atención de pacientes, son depositados y eliminados sin riesgos.

## Elementos básicos de la bioseguridad
Los elementos básicos de los que se sirve la seguridad biológica para la contención del riesgo y
provocado por los agentes infecciosos son tres: 
1. Prácticas de trabajo: Unas prácticas normalizadas de trabajo son el elemento más básico y a la vez el más importante para la protección de cualquier tipo de trabajador. Las personas que por motivos de su actividad laboral están en contacto, más o menos directo, con materiales infectados o agentes infecciosos, deben ser conscientes de los riesgos potenciales que su trabajo encierra y además han de recibir la formación adecuada en las técnicas requeridas para que el manejo de esos materiales biológicos les resulte seguro. Por otro lado, estos procedimientos estandarizados de trabajo deben figurar por escrito y ser actualizados periódicamente
2. Equipo de seguridad (o barreras primarias): Se incluyen entre las barreras primarias tanto los dispositivos o aparatos que garantizan la seguridad de un proceso (como por ejemplo, [aislador de barrera|las cabinas de seguridad]) como los denominados equipos de protección personal (guantes, calzado, pantallas faciales, mascarillas, etc).
3. Diseño y construcción de la instalación (o barreras secundarias): La magnitud de las barreras secundarias dependerá del agente infeccioso en cuestión y de las manipulaciones que con él se realicen. Vendrá determinada por la evaluación de riesgos. En muchos de los grupos de trabajadores en los que el contacto con este tipo de agentes patógenos sea secundario a su actividad profesional, cobran principalmente relevancia las normas de trabajo y los equipos de protección personal, mientras que cuando la manipulación es deliberada entrarán en juego, también, con mucha más importancia, las barreras secundarias.

## Tabla de niveles de bioseguridad (BSL:Biological safety levels)
Los niveles de bioseguridad son estándares internacionales y su clasificación está dada en función del grado de letalidad de las enfermedades.
| BSL Biological safety Levels | Agentes Infecciosos | Prácticas | Equipamiento de seguridad. (Barreras Primarias) | Infraestructura. ( Barreras S ecundarias) |
| Nivel 1                      | No causales de enfermedad en adultos sanos                                                                                     | Trabajos microbiológicos estándares | No se requieren | Mesadas con bachas y agua corriente |
| Nivel 2                      | Asociados con enfermedades en adultos, peligro de infección por: herida percutánea, ingestión, exposición de membranas mucosas | BSL-1 más: Acceso limitado, Señalización de peligro biológico, Manual de bioseguridad disponible, descontaminación rutinaria de desechos seleccionados     | Gabinetes de seguridad Clase I o II para todas las manipulaciones de agentes que puedan causar aerosoles o derrames. Guardapolvos, guantes y mascarillas cuando se requieran | BSL-1 más: autoclave dedicada |
| Nivel 3                      | Exóticos con potencial de transmisión por aerosoles, causales de enfermedades serias o letales                                 | BSL-2 más: Acceso controlado, descontaminación de todos los desechos, descontaminación de ropa de trabajo, Controles serológicos periódicos                | BSL-2 para todas las manipulaciones, respiradores autónomos cuando se requieran                                                                                              | BSL-2 más: Separación física de pasillos y laboratorios, Puertas de acceso doble con cerradura automática, Aire viciado no recirculado, Flujo de presión negativa en el laboratorio |
| Nivel 4                      | Exóticos peligrosos con alto riesgo de enfermedad letal, infecciones transmisibles por aire y por vías desconocidas            | BSL-3 más: Cambio de ropa antes de entrar al recinto, ducha descontaminante al salir del mismo, todos los materiales descontaminados para salir del ámbito | Todos los procedimientos llevados a cabo en gabinetes Clase III, o gabinetes Clase I y II en combinación con traje completo de presión positiva                              | BSL-3 más: Edificio aislado o zona caliente. Sistema de circulación de aire, vacío y descontaminación dedicados.                                                                    |